# Clear Space Force Station

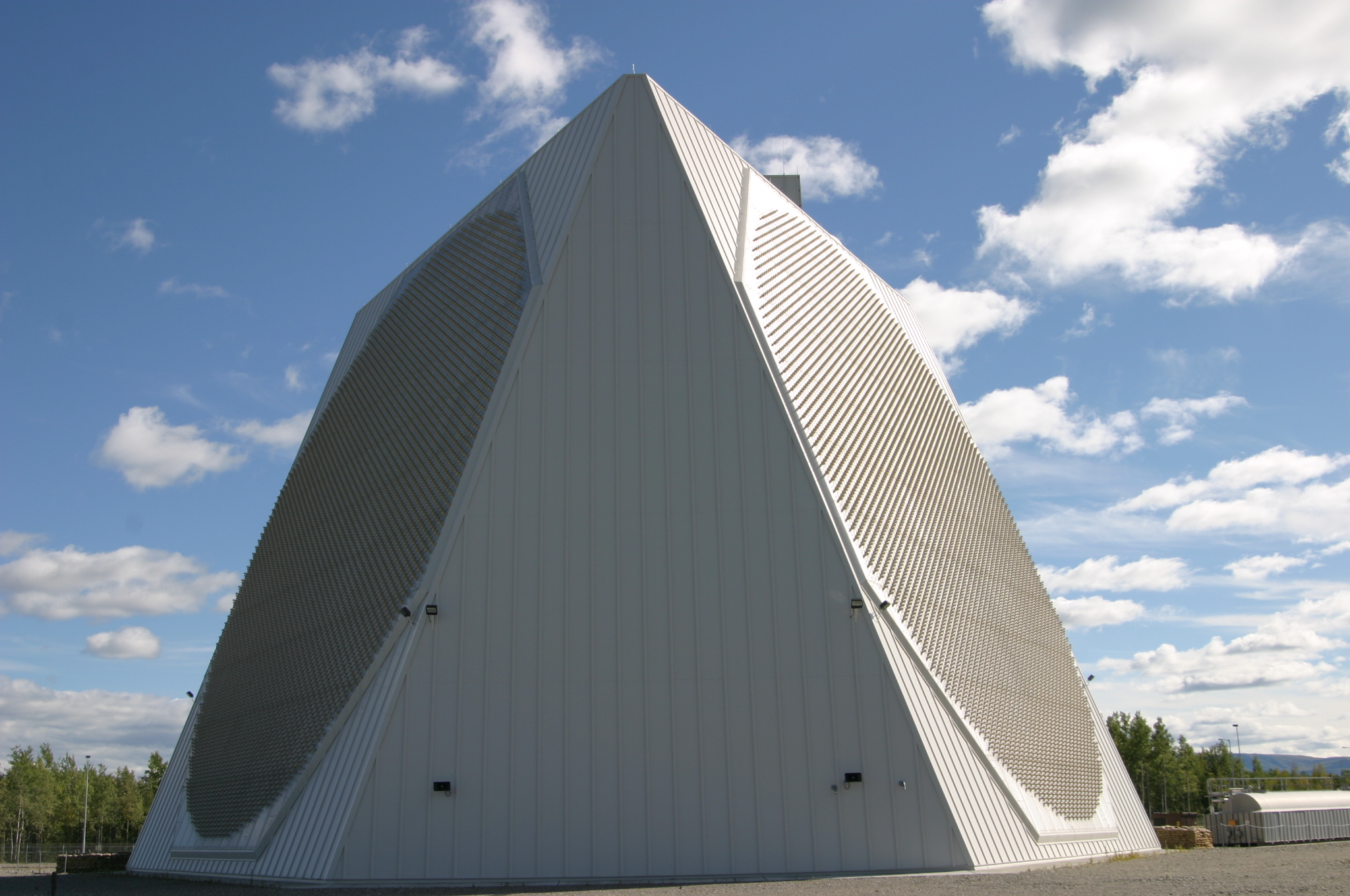
Le bâtiment de 11 étages en hauteur

Clear Space Force Station (précédemment Clear Air Force Station) est une station radar de détection de missiles balistiques reliée au centre de commandement de NORAD et fournissant des données de surveillance spatiale au centre de contrôle spatial du Air Force Space Command, absorbé en 2020, par le United States Space Command. Le radar d'alerte avancé amélioré AN/FPS-123 de Clear fait partie du système radar à semi-conducteurs SSPARS, qui inclut également les systèmes de la base de Beal, de la station de Cape Cod, de RAF Fylingdales et du site J de Thulé.
En plus de la "zone de camp d'origine" avec les bâtiments encore utilisés de nos jours, les zones de la station incluent l'aérodrome, le "site SSPARS", le site technique (Utilador, réflecteurs BMEWS, bâtiments de soutien, centrale), et le site annexe (deux dortoirs permanents, un réfectoire, une zone de loisirs et une zone administrative)En plus de l’unité de la Garde nationale aérienne, Clear compte du personnel actif de l'USAF et de l’Aviation royale canadienne, ainsi que du personnel civil et des contractors.

## Historique
Le terrain du site propriété de l'Alaska Railroad depuis 1918 a été acheté par le département de l'Intérieur en 1949 pour être utilisé comme champ de tir auxiliaire.
Le coût total des stations BMEWS de Thulé et de Clear prévues pour mai 1958 s'élevait à environ 800 millions de dollars.
Un espace de terrain supplémentaire a donc été attribué au site II de BMEWS.

Couverture des systèmes PAVE PAWS et BMEWS

### Station d'alerte avancée pour les missiles de Clear
La construction de la station d'alerte a commencé en août 1958 avec 700 ouvriers. Les travaux de construction de la structure du radar ont débuté en mai 1959 (Baker et Ford ont construit un bâtiment pour un émetteur et l'ordinateur; un système de dissipation de la chaleur; un bâtiment pour l'émetteur radar; des puits et des stations de pompage; une caserne de pompiers; et des services publics ") ainsi, les socles AN/FPS-50 étaient terminés au 2 juin 1959. En 1959 après le contrat initial relatif au système de communications White Alice (WACS), "le prochain segment de WACS consistait en une série d'installations à ondes courtes TD-2 destinées à couvrir deux routes hertziennes partant du site BMEWS, l'une descendant de la côte sud-est (route A) jusqu'au câble sous-marin Ketchikan-Seattle, et l'autre allant vers l'est jusqu'à la frontière canado-américaine (route B) en passant par le Canada, jusqu'à la limite inférieure de 48e parallèle.
Trois radars GE AN/FPS-50 ont été installés avec des réflecteurs d'antenne mesurant chacun 50 mètres sur 120 mètres. L'émetteur central "Building Two" comportait une salle de contrôle radar et une salle avec l'ensemble de prédicteurs d'impacts de missiles AN/FSQ-28 Sylvania.
Le site II BMEWS a été achevé le 1er juillet 1961, le site a été déclaré opérationnel trois mois plus tard.
Le site fut transféré sous le commandement de la défense aérienne en novembre 1961. Au cours de 1962, des contres-mesures électroniques ont été installées à Thule et à Clear et, le 30 juin 1962, l'intégration des données BMEWS et SPADATS jusqu'à la base d'Ent était achevée. Le 31 décembre 1962, NORAD recommandait l'installation d'un radar de poursuite à Clear pour combler l’espace entre le BMEWS du site et la base de Thulé, pour les missiles à angle faible et ceux avec un angle de 15 à 65 degrés pour lequel BMEWS avait été conçu. (Le radar de la station de Cavalier du Dakota du Nord, construit en 1975, surveille actuellement les lancements dans la baie d'Hudson).

### Opérations du système de surveillance de missiles de l'USAF
Le 2e détachement de la 71e escadre d'avertissement de missile était responsable des opérations menées par le personnel civil jusqu'en 1964, date à laquelle le personnel de l'Air Force a commencé à occuper en permanence la salle des opérations tactiques (TOR).
Clear n'a pas pu accomplir sa mission pendant 6 minutes en raison du tremblement de terre record de 1964.
En 1966, le dernier des 5 radars de suivi BMEWS a été installé, il s'agit d'un ensemble radar ANA/FPS-92 avec une antenne de diamètre de 26 mètres logée dans un radôme de 42,7 mètres de diamètre. Le FPS-92 était une variante améliorée du dispositif radar à définir AN/FPS-49 avec des blocs radômes ayant deux peaux haute densité de 1 millimètre d'épaisseur couvrant un noyau de papier Kraft de 15 centimètres d'épaisseur. L’achèvement du FPS-92 a porté le «prix final de construction» du «système d’alerte au missile de Clear» à 300 millions de dollars.
Clear a fourni un abri d'urgence à 216 réfugiés des inondations en août 1967, année où de nombreux bâtiments "temporaires" ont été remplacés. Clear a ensuite fourni des mesures pour une expérience menée par l’Université de l’Alaska qui avait injecté de l’hexafluorure de soufre dans la mésosphère afin de déterminer si les aurores boréales pouvaient être affectées. Clear a été relié au Bomb Alarm System le 10 février 1961 (désactivé en 1970). En 1975, le secrétaire à la Défense a informé le Congrès que la station de Clear serait fermé lorsque les radars de Shemya Island et de Beale seraient opérationnels. Après un incendie d'un radôme à Thulé, le radôme FPS-92 de Clear a été remplacé en 1981. Le 28 février 1986, une femme pris pour la première fois un quart (la première femme du site, la lieutenante Anderson, y avais été affectée en 1973.)
À partir de 1987, ITT a exploité et entretenu le BMEWS de la station de Clear dans le cadre d’un contrat avec le Space Command de la USAF.

### Radar à commande de phase
Le 15 décembre 2000, les transmissions des FPS-50 et −92 ont cessé (tous les klystrons ont été reversés au Litton L-5773 de l'Observatoire Arecibo) Le FPS-120 de Clear a commencé ses opérations 24 heures sur 24 lorsque le site SSPARS (distinct du site BMEWS) eut atteint sa capacité opérationnelle initiale le 31 janvier 2001; date à laquelle l'ensemble des SSPARS est devenu opérationnel (Les sites SSPARS ont par la suite été modifiés dans le cadre du programme de prolongement de la durée de vie du radar d’alerte précoce).
Le 30 août 2006, après une transition amorcée en 2001, le 213e escadron d'alerte spatiale de la garde nationale a pris en charge la mission d'alerte rapide/surveillance spatiale. BAE Systems a lancé un contrat en 2007 pour la maintenance de SSPARS, et le FPS-120 de Clear a par la suite été mis à niveau pour devenir un radar d'alerte avancé amélioré AN/FPS-132 (UEWR), rénovation menée par Boeing Integrated Defence Systems et « présentant des améliorations de processeur et de logiciel pour améliorer ses capacités. »

## Long Range Discrimination Radar
En 2016, il est décidé de construire un nouveau puissant radar, le Long Range Discrimination Radar (en), qui à la capacité de suivre des missiles hypersoniques maneuvrant à basse altitude. Il est prévu qu'il soit opérationnel fin 2021,.